# Miyako Tanaka
Miyako Tanaka (20 de fevereiro de 1967) é uma ex-nadadora sincronizada japonesa, medalhista olímpica.

## Carreira
Miyako Tanaka representou seu país nos Jogos Olímpicos de 1988, ganhando a medalha de bronze no dueto com Mikako Kotani. 